# IBM 1410
O IBM 1410, um membro da série IBM 1400, foi um computador decimal com palavra de longitude variável anunciado por IBM a 12 de setembro de 1960 e comercializado como um "computador de escritório" de faixa média. Foi descatalogado a 30 de março de 1970. O 1410 era similar em desenho ao muito popular IBM 1401, mas tinha uma grande diferença. As direções eram de 5 caracteres de tamanho, o que permitia manejar uma memória até 80.000 caracteres, bem mais que os 16.000 que permitiam as direções de 3 caracteres do 1401. No entanto, o 1410 permitia trabalhar num modo chamado "emulação 1401", um dos primeiros exemplos de virtualização.